# Misterios (métro de Mexico)
Misterios est une station de la Ligne 5 du métro de Mexico, située au nord de Mexico, à la limite des délégations Gustavo A. Madero et Cuauhtemoc.

## La station
La station est ouverte en 1982.
Son nom vient de sa proximité avec la Calzada de los Misterios, une des avenues qui reliaient jadis Mexico à la Villa de Guadalupe. Le long de celle-ci s'alignent quinze monuments de pierre, un par Mystère du Rosaire. La coutume voulait que qui allait de Mexico à Guadalupe récite le Rosaire en les dépassant. La silhouette de l'un d'eux sert de symbole à la station. Celle-ci n'est cependant pas si près de la Calzada : 5 blocs et environ 350 m les séparent.